# 江界駅
座標: 北緯40度58分14秒 東経126度34分53秒 / 北緯40.9705度 東経126.5814度
江界駅（カンゲえき）は朝鮮民主主義人民共和国慈江道江界市に位置する朝鮮民主主義人民共和国鉄道省満浦線と江界線の駅である。江界線の起点駅となっており、満浦線と江界線の分岐駅である。

## 歴史
- 1937年12月1日：開業[1]

## 隣の駅
満浦線
公仁駅 - 江界駅 - 曲河駅
江界線
江界駅 - 新江界駅